# Rodrigo Germade
Rodrigo Germade Barreiro (Cangas do Morrazo, 23 de agosto de 1990) é um canoísta espanhol, medalhista olímpico.

## Carreira
Germade conquistou a medalha de prata nos Jogos Olímpicos de Verão de 2020 em Tóquio na prova de K-4 500 m, ao lado de Saúl Craviotto, Marcus Walz e Carlos Arévalo com o tempo de 1:22.445 minuto. Nos Jogos Olímpicos de Verão de 2024, em Paris, conquistou a medalha de bronze na competição do K-4 500 m masculino, ao lado de Craviotto, Arévalo e Walz.